# Orfelia fultoni
Orfelia fultoni är en tvåvingeart som först beskrevs av Fisher 1940.  Orfelia fultoni ingår i släktet Orfelia och familjen platthornsmyggor. Inga underarter finns listade i Catalogue of Life.

## Bildgalleri

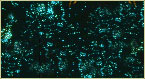